# Serguéi Piniayev
Serguéi Maksimovich Pinyayev (en ruso: Сергей Максимович Пиняев; nacido el 2 de noviembre de 2004) es un futbolista ruso que juega para el FC Lokomotiv Moscú y la Selección de fútbol de Rusia. Juega como extremo izquierdo.

## Carrera en el club
Pinyayev debutó en la Liga Nacional de Fútbol de Rusia con el Chertanovo de Moscú el 1 de agosto de 2020 en un partido contra el Spartak-2 Moscú, sustituyendo a Dmitri Molchanov en el minuto 63. Pinyaev es el jugador más joven en marcar en la FNL. Marcó en el partido contra el Irtysh Omsk a la edad de 15 años, 9 meses y 10 días.
Pinyaev se sometió a una prueba con la academia del Manchester United en 2019, cuando solo tenía 15 años. Pero incluso antes de que entraran las restricciones del Brexit, al ser un jugador no perteneciente a la UE, el United no pudo ficharlo.
Hizo su debut en la Premier League rusa con el Krylia Sovetov Samara el 30 de julio de 2021 en un partido contra el Spartak de Moscú. Marcó su primer gol el 22 de septiembre de 2021, en la victoria por 10-0 en la ronda de grupos de élite de la Copa de Rusia contra el Znamya Truda. Marcó su primer gol en la RPL el 11 de diciembre de 2021 contra el Rubin Kazán a la edad de 17 años y 39 días, convirtiéndose en el tercer goleador más joven de la historia de la RPL, por detrás de Jano Ananidze y Aleksandr Salugin.
El 20 de julio de 2022, Pinyaev se desplomó durante una sesión de entrenamiento y fue trasladado de urgencia al hospital, donde se le diagnosticó un neumotórax espontáneo. Los informes indicaron que podría necesitar una cirugía y hasta seis meses para recuperarse. Volvió a jugar el 4 de septiembre de 2022.
El 28 de diciembre de 2022, Pinyaev firmó un contrato de cuatro años con el Lokomotiv de Moscú. El 3 de septiembre de 2024 amplió su contrato con el Lokomotiv hasta junio de 2028.

## Carrera internacional
El jugador más joven de la selección nacional juvenil rusa de todos los tiempos, Pinyayev hizo su debut en la Sub-16 a la edad de 13 años y 9 meses.
Pinyayev fue convocado a la selección nacional de Rusia por primera vez en noviembre de 2022 para los partidos amistosos contra Tayikistán y Uzbekistán. Debutó contra Tayikistán el 17 de noviembre de 2022 y se convirtió en el jugador más joven de la selección nacional con 18 años y 15 días, superando la marca de Ígor Akinféyev.
El 26 de marzo de 2023, Pinyayev marcó su primer gol con la selección nacional en un amistoso contra Irak, convirtiéndose en el goleador más joven de la historia de la selección nacional con 18 años, 4 meses y 24 días, superando la marca que ostentaba anteriormente Dmitri Sychov.

## Estadísticas

### Club
Actualizado hasta el 19 de abril de 2025
| Club                  | Temporada           | Liga                             | Liga     | Liga  | Copa de Rusia | Copa de Rusia | Europa   | Europa | Otros    | Otros | Total    | Total |
| Club                  | Temporada           | División                         | Partidos | Goles | Partidos      | Goles         | Partidos | Goles  | Partidos | Goles | Partidos | Goles |
| --------------------- | ------------------- | -------------------------------- | -------- | ----- | ------------- | ------------- | -------- | ------ | -------- | ----- | -------- | ----- |
| Chertanovo Moscú      | 2020-21             | Liga Nacional de Fútbol de Rusia | 30       | 2     | 1             | 0             | —        | —      | —        | —     | 31       | 2     |
| Krylia Sovetov Samara | 2021-22             | Liga Premier de Rusia            | 28       | 2     | 2             | 2             | —        | —      | —        | —     | 30       | 4     |
| Krylia Sovetov Samara | 2022-23             | Liga Premier de Rusia            | 11       | 3     | 4             | 1             | —        | —      | —        | —     | 15       | 4     |
| Krylia Sovetov Samara | Total               | Total                            | 39       | 5     | 6             | 1             | —        | —      | —        | —     | 45       | 8     |
| Lokomotiv Moscú       | 2022-23             | Liga Premier de Rusia            | 9        | 2     | 7             | 1             | —        | —      | —        | —     | 16       | 3     |
| Lokomotiv Moscú       | 2023-24             | Liga Premier de Rusia            | 29       | 3     | 9             | 0             | —        | —      | —        | —     | 38       | 3     |
| Lokomotiv Moscú       | 2024-25             | Liga Premier de Rusia            | 23       | 3     | 9             | 6             | —        | —      | —        | —     | 32       | 9     |
| Lokomotiv Moscú       | Total               | Total                            | 61       | 8     | 25            | 7             | —        | —      | —        | —     | 86       | 15    |
| Total de su carrera   | Total de su carrera | Total de su carrera              | 130      | 15    | 32            | 10            | 0        | 0      | 0        | 0     | 162      | 25    |

### Internacional
Actualizado hasta el 19 de noviembre de 2024
| Seleccional nacional | Año   | Partidos | Goles |
| -------------------- | ----- | -------- | ----- |
| Rusia                | 2022  | 2        | 0     |
| Rusia                | 2023  | 4        | 1     |
| Rusia                | 2024  | 2        | 0     |
| Total                | Total | 8        | 1     |

Los marcadores y resultados enumeran primero la cuenta de goles de Rusia.
| N.º | Fecha               | Lugar                                      | Oponente | Resultado | Resultado | Competición |
| --- | ------------------- | ------------------------------------------ | -------- | --------- | --------- | ----------- |
| 1   | 26 de marzo de 2023 | Estadio Krestovski, San Petersburgo, Rusia | Irak     | 2-0       | 2-0       | Amistoso    |